# آرنولد شولتن
آرنولد شولتن (بالهولندية: Arnold Scholten)‏ (5 ديسمبر 1962 في سيرتوخيمبوس في هولندا – )؛ هو لاعب كرة قدم سابق كان يلعب كمدافع.

## وصلات خارجية
- آرنولد شولتن على موقع الاتحاد الأوربي (الإنجليزية)
- آرنولد شولتن على موقع رابطة كرة القدم اليابانية للمحترفين (اليابانية)
- آرنولد شولتن على موقع قاعدة بيانات كرة القدم.إي يو (الإنجليزية)
- آرنولد شولتن على موقع Soccerway.com (الإنجليزية)
- آرنولد شولتن على موقع عالم كرة القدم.نت (الإنجليزية)